# 刘华北
刘华北（1939年—1945年8月18日），中华人民共和国元帅刘伯承的长女。

## 遇害
1939年出生，1940年春被送往延安中央托儿所。1945年8月19日早晨，刘华北被发现于延安洛杉矶托儿所窑洞中遇害，年仅6岁，被发现时其身体早已僵硬，小腹部被人用刀子剜去了一块。事发当晚即1945年8月18日晚上，延安洛杉矶托儿所保育员们安顿好孩子们后曾进行巡查，但并无异样发生。事后，洛杉矶托儿所的全体工作人员都受到了审查，与刘华北同在一个窑洞住的孩子曾说：“夜间有一个叔叔，头上包了布， 拿着手电在华北床前，华北说，叔叔我认识你，那个叔叔说，你不要吵闹，我给你饼干吃。后来就不知道了。”案件发生后中共中央虽然开展了严密的调查但案件至今未破。

## 家庭
父亲刘伯承，母亲汪荣华。